# Lirophora riomaturensis
Lirophora riomaturensis is een tweekleppigensoort uit de familie van de Veneridae. De wetenschappelijke naam van de soort is voor het eerst geldig gepubliceerd in 1925 door Maury.